# George Peasgood
George Peasgood né le 2 octobre 1995 à Saffron Walden est un triathlète et coureur cycliste handisport anglais, vice-champion paralympique de contre-la-montre C4 2020 et vice-champion paralympique de paratriathlon PTS5 2020.

## Biographie
La paratriathlète Alison Patrick devenue Alison Peasgood en octobre 2018 est sa belle-sœur,.

## Palmarès

### Triathlon
Le tableau présente les résultats les plus significatifs (podium) obtenus sur le circuit international de paratriathlon depuis 2013. 
| Année | Paratriathlon                               | Pays        | Position           | Temps          |
| ----- | ------------------------------------------- | ----------- | ------------------ | -------------- |
| 2022  | WTCS Yokohama PTS5                          | Japon       | Médaille d'or      | 57 min 24 s    |
| 2022  | Championnats d'Europe de paratriathlon PTS5 | Autriche    | Médaille de bronze | 47 min 32 s    |
| 2021  | WTCS Yokohama PTS5                          | Japon       | Médaille d'or      | 57 min 12 s    |
| 2021  | Jeux paralympiques de Tokyo PTS5            | Espagne     | Médaille d'argent  | 58 min 55 s    |
| 2021  | Championnats d'Europe de paratriathlon PTS5 | Autriche    | Médaille d'argent  | 59 min 47 s    |
| 2018  | Coupe du monde - étape de Lausanne PTS5     | Suisse      | Médaille d'or      | 1 h 4 min 34 s |
| 2018  | WTCS Iseo PTS5                              | Italie      | Médaille d'or      | 59 min 24 s    |
| 2018  | WTCS Yokohama PTS5                          | Japon       | Médaille d'or      | 1 h 0 min 12 s |
| 2017  | Championnats d'Europe de paratriathlon PTS5 | Autriche    | Médaille d'or      | 1 h 3 min 59 s |
| 2016  | ITU Penrith PTS5                            | Australie   | Médaille d'or      | 1 h 2 min 33 s |
| 2013  | Championnats du monde de paratriathlon PTS5 | Royaume-Uni | Médaille de bronze | 1 h 13 min 8 s |

### Cyclisme

#### Jeux paralympiques
- Jeux paralympiques d'été de 2021 à Tokyo,  Japon
  -  Médaille de bronze du contre-la-montre C4